# Guy’s Cliffe
Guy’s Cliffe – przysiółek w Anglii, w Warwickshire. Leży 1 km od miasta Warwick, 30 km od miasta Birmingham i 134,8 km od Londynu. W 1931 roku civil parish liczyła 2 mieszkańców.